# Eurysternus uniformis
Eurysternus uniformis là một loài bọ cánh cứng trong họ Bọ hung (Scarabaeidae).